# Philophylla bifida
Philophylla bifida är en tvåvingeart som först beskrevs av Mario Bezzi 1928.  Philophylla bifida ingår i släktet Philophylla och familjen borrflugor.
Artens utbredningsområde är Fiji. Inga underarter finns listade i Catalogue of Life.